# Засупоївка
Засупо́ївка — село в Україні, у Яготинській міській громаді Бориспільського району, Київської області. Населення становить 756 осіб.

## Історія
Засноване в кінці 18 століття.
Ймовірно до 1945 р. - Рокитне.
1910 року - хутір Рокитне Яготинської волості Пирятинського повіту Полтавської губернії, 51 господарство, 398 мешканців.
На початку 1930-х років входило до складу Переяславського району Київської області.
Село постраждало від колективізації та Голодомору - геноциду радянського уряду проти української нації. Колгосп створений у 1933 р. з назвою «Перше Травня». З часів колективізації практично не збереглося документів за винятком фрагментів книги реєстрації актів про смерть по відділу реєстрації актів громадського стану Яготинського районного управління юстиції Київської області за лютий-квітень 1932 рр. Більшість відомостей про Голодомор у селі дослідники відтворюють зі свідчень очевидців трагедії – ветеранів села.
У 1993 році в центрі села встановлений пам’ятний знак жертвам Голодомору.

## Відомі люди
- Володимир Терентійович Куєвда (22.11.1944 с. Засупоївка — 26.01.2011 Київ) — громадський діяч та етнопсихолог, співзасновник Товариства української мови ім. Т. Г. Шевченка[5].